# Городская клиническая больница № 23 (Москва)

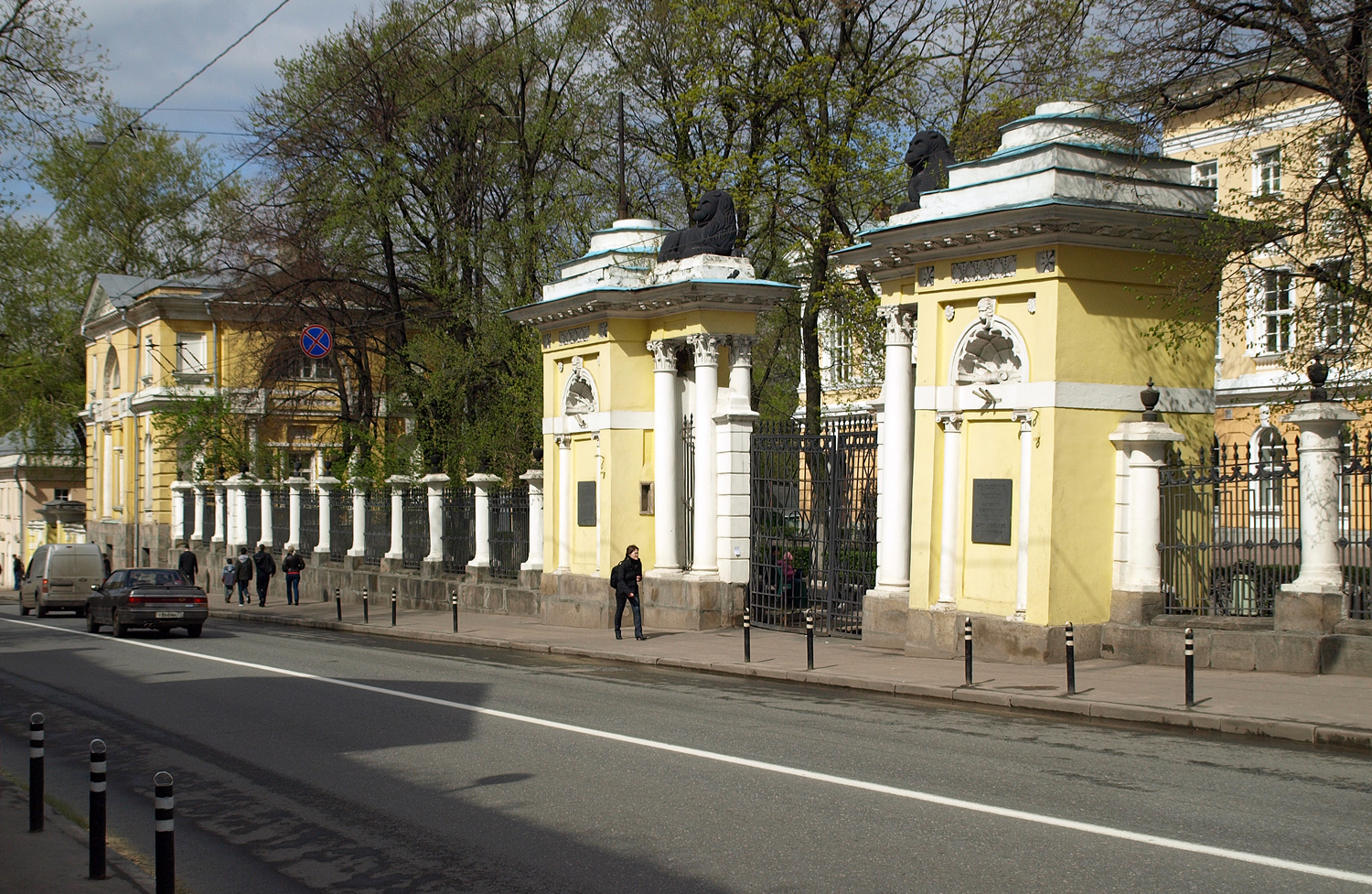
Ворота — первоклассный памятник московского ампира

Городская клиническая больница № 23 (ГКБ им. И. В. Давыдовского) — многопрофильное лечебно-профилактическое учреждение города Москвы, расположенное на Таганке, на Вшивой горке, на территории бывшей усадьбы Баташева (Яузская улица, 11).

## История
Яузская больница (городская больница для чернорабочих) открылась в 1866 году в бывшей усадьбе русского купца и промышленника Ивана Родионовича Баташева (1732—1821), после переустройства, проведённого архитектором А. А. Мейнгардом. После революции 1917 года больница получила название «имени Всемедикосантруда», затем более упрощённое «больница имени Медсантруд» или просто «Медсантруд».
В 1920-х годах больница была ведомственной для ГПУ, на территории усадьбы осуществлялись расстрелы и захоронения (есть сведения, что в 1921—1926 годах здесь было захоронено около тысячи человек). В 1999 году на территории больницы был установлен камень с мемориальной доской в память жертв политических репрессий 1921—1926 годов, убитых и тайно похороненных в больничном парке.
С начала 1930-х годов больница была базой хирургической и терапевтической клиник медицинских институтов, здесь работали такие известные профессоры-медики как И. В. Давыдовский, И. Г. Руфанов, И. Л. Фаерман, Б. Б. Коган и др.. В годы Великой Отечественной войны, в 1943 году, именно здесь впервые в СССР начали применять антибиотик пенициллин
В 1974 году возле больницы установлен памятник Ипполиту Давыдовскому. Авторами проекта являлись скульптор Ашот Сергеевич Аллахвердянц и архитектор Григорий Захаров.
С 1952 по 1988 годы в клинике работал выдающийся советский хирург, доктор медицинских наук, профессор, академик Академии медицинских наук СССР, Герой Социалистического Труда, автор учебника «Общая хирургия» Виктор Иванович Стручков. На корпусе больницы по ул. Яузская, дом 11 установлена мемориальная доска с портретом учёного.

## Современность
На базе больницы функционируют лечебные и диагностические, вспомогательные отделения, аптека, компьютерная служба, административные и хозяйственные подразделения, служба гражданской обороны. Больница осуществляет приём больных по следующим профилям: терапия, неврология, общая хирургия, гнойная хирургия, торакальная хирургия, гинекология, ревматология, пульмонология.
Больница является одной из клинических баз Первого Московского государственного медицинского университета им. И. М. Сеченова. В 2015 году ей присвоено имя И. В. Давыдовского.

## Отделения[11]
- Рентгенэндоваскулярная диагностика и лечение
- Отделение для больных с острым нарушением мозгового кровообращения
- Отделение для больных инфарктом миокарда
- Отделение лечения нарушений ритма сердца и электрокардиостимуляции (ОНР)
- Гинекология
- Анестезиология и реанимация
- Кардиореанимация
- Терапия
- Гнойная хирургия
- Хирургия
- Торакальная хирургия
- Консультативно-диагностический центр
- Клинико-диагностическая лаборатория
- Кардиология
- Неврология
- Пульмонология
- Ультразвуковая диагностика
- Лучевая диагностика (МРТ, КТ, рентген)
- Эндоскопия
- Радиоизотопная диагностика
- Приёмное отделение
- Центр персонализированной медицины
- Патологоанатомическое отделение